# Thomas Munkelt
Thomas Munkelt (ur. 3 sierpnia 1952 w Zedtlitz) – niemiecki lekkoatleta startujący w barwach Niemieckiej Republiki Demokratycznej, płotkarz i sprinter, mistrz olimpijski.
Pierwszy sukces międzynarodowy odniósł zdobywając brązowy medal w biegu na 60 metrów przez płotki podczas halowych mistrzostw Europy w 1973 w Rotterdamie (uległ wówczas swemu koledze z reprezentacji NRD Frankowi Siebeckowi i Polakowi Adamowi Galantowi). Zajął 3. miejsce w biegu na 110 metrów przez płotki w finale pucharu Europy w 1973 w Edynburgu. Zdobył brązowy medal w tej konkurencji na uniwersjadzie w 1973 w Moskwie, a także zajął 4. miejsce na mistrzostwach Europy w 1974 w Rzymie. W 1975 po raz pierwszy został mistrzem NRD na tym dystansie. Zajął w tym roku 2. miejsce w finale pucharu Europy w Nicei. Na igrzyskach olimpijskich w 1976 w Montrealu zajął 5. miejsce w finale biegu na 110 metrów przez płotki.
W 1977 zwyciężył w biegu na 60 metrów przez płotki w halowych mistrzostwach Europy w San Sebastián (wyprzedzając Wiktora Miasnikowa ze Związku Radzieckiego i Arto Bryggare z Finlandii), a w biegu na 110 metrów przez płotki w finale pucharu Europy w Helsinkach i w pucharze Świata w Düsseldorfie. Został złotym medalistą halowych mistrzostw Europy w 1978 w Mediolanie w biegu na 60 metrów przez płotki (przed Wiaczesławem Kulebiakinem z ZSRR i Giuseppe Buttarim z Włoch), a następnie mistrzostw Europy w 1978 w Pradze w biegu na 110 metrów przez płotki (przed Polakiem Janem Pustym i Bryggare). W 1979 obronił tytuł mistrzowski na 60 m przez płotki (wyprzedzając Bryggare i Eduarda Pieriewierziewa z ZSRR) podczas halowych mistrzostw Europy w Wiedniu, ponownie zwyciężył na 110 metrów przez płotki w finale pucharu Europy w Turynie, a w pucharze Świata w Montrealu był drugi na tym dystansie. Zdobył również srebrny medal na dystansie 110 metrów przez płotki na uniwersjadzie w 1979 w Meksyku.

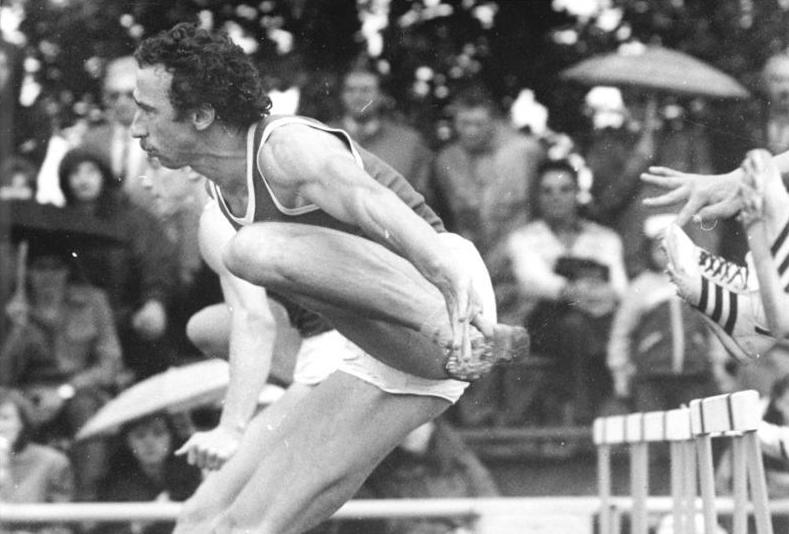
Munkelt w 1984

W 1980 zdobył złoty medal na igrzyskach olimpijskich w Moskwie w biegu na 110 metrów przez płotki, wyprzedzając Alejandro Casañasa z Kuby i Aleksandr Puczkowa z ZSRR. Na tych igrzyskach wystąpił również w sztafecie 4 × 100 metrów, która zajęła 5. miejsce w finale. Obronił tytuł mistrza Europy w biegu na 110 metrów przez płotki na mistrzostwach w 1982 w Atenach (przed Andriejem Prokofjewem z ZSRR i Bryggare). Na tych mistrzostwach zdobył również srebrny medal w sztafecie 4 × 100 metrów, która biegła w składzie: Detlef Kübeck, Olaf Prenzler, Munkelt i Frank Emmelmann. Po raz kolejny została złotym medalistą na 60 metrów przez płotki na halowych mistrzostwach Europy w Budapeszcie, przed Bryggare i swym kolegą z reprezentacji NRD Andreasem Oschkenatem. Na pierwszych mistrzostwach świata w 1983 w Helsinkach był piąty w finale biegu na 110 metrów przez płotki. Zwyciężył w tej konkurencji w finale Pucharu Europy w 1983 w Londynie. Zakończył karierę po tym, jak NRD zdecydowała się zbojkotować igrzyska olimpijskie w 1984 w Los Angeles.
Był mistrzem NRD w biegu na 110 metrów przez płotki w latach 1975–1980 i 1982–1984, wicemistrzem w 1974 i brązowym medalistą w 1973, a także mistrzem w sztafecie 4 × 100 metrów w 1978, wicemistrzem w 1976 i brązowym medalistą w 1983. Był również brązowym medalistą w biegu na 100 metrów w 1980. W hali był mistrzem NRD w biegu na 50 metrów przez płotki w 1976 i 1977 oraz w biegu na 60 metrów przez płotki w latach 1974, 1978–1981, 1983 i 1984 oraz wicemistrzem na 60 metrów przez płotki w 1973. 
Trzykrotnie poprawiał rekord NRD w biegu na 110 metrów przez płotki, doprowadzając go do wyniku 13,37 s (14 sierpnia 1977 w Helsinkach) i raz w sztafecie 4 × 100 metrów (czas 38,56 s, uzyskany 9 lipca 1980 w Moskwie).